# Barycholos ternetzi
Barycholos ternetzi is een kikker uit de familie Strabomantidae. De soort werd voor het eerst wetenschappelijk beschreven door Alípio de Miranda-Ribeiro in 1937. Oorspronkelijk werd de wetenschappelijke naam Paludicola ternetzi gebruikt.
De soort is endemisch in de Cerrado van centraal Brazilië.